# Fantasy-Jahr 1934
Übersicht

1930 | 1931 | 1932 | 1933 | Fantasy-Jahr 1934 | 1935 | 1936 | 1937 | 1938 | ► | ►►

Weitere Ereignisse

## Neuerscheinungen Filme
| Deutscher Titel       | Deutschsprachiges Erscheinungsjahr | Originaltitel          | Regie                                | Anmerkungen |
| --------------------- | ---------------------------------- | ---------------------- | ------------------------------------ | ----------- |
|                       |                                    | Chu-Chin-Chow          | Walter Forde                         |             |
|                       |                                    | The Hearts of Age      | Orson Welles, William Vance          |             |
| Liebe, Tod und Teufel | -                                  | -                      | Heinz Hilpert, Reinhardt Steinbicker |             |
| Die schwarze Majestät |                                    | Death Takes a Holiday  | Mitchell Leisen                      |             |
|                       |                                    | The Secret of the Loch | Milton Rosmer                        |             |
|                       |                                    | Shrimps for a Day      | Gus Meins                            |             |

## Geboren
- Piers Anthony
- Barry Hughart († 2019)

## Gestorben
- Thorne Smith (* 1892)